# چرنوگورووو (استان خاسکوو)
چرنوگورووو (به بلغاری: Chernogorovo) یک منطقهٔ مسکونی در بلغارستان است که در شهرستان دیمیترووگراد واقع شده‌است.